# Johannes van Gogh
Johannes (Jan) van Gogh ( Benschop, 19 augustus 1817 - Helvoirt, 12 augustus 1885) was een Nederlandse vice-admiraal en officier in de Militaire Willems-Orde. 
Johannes van Gogh was een zoon van de predikant Vincent Ferdinand Jacob van Gogh (1789-1874). Een van zijn broers was Theo van Gogh (1822-1885), de vader van de schilder Vincent van Gogh.
Na een opleiding aan de Latijnse school te Medemblik ging Johannes van Gogh in 1836 naar het Koninklijk Instituut voor de Marine en  promoveerde in 1840 tot luitenant op zee tweede klasse. In 1844 reisde hij van Rotterdam naar Indië. In Azië verkende hij daar de vaarwegen en schreef vaarinstructies voor deze wateren. In 1854 verscheen zijn kaart van het vaarwater ten noorden van Makassar. In hetzelfde jaar werd hij medewerker van het Koninklijk Meteorologisch Instituut in Utrecht, waar hij Christoph Buys Ballot leerde kennen. Hij werd directeur van het instituut en in 1857 lid van de Koninklijke Nederlandse Akademie van Wetenschappen .
Van eind 1858 tot mei 1863 reisde Van Gogh opnieuw door Azië. Van april 1865 tot september 1867 was hij chef personeel van het Departement van de Marine.
In 1873/74 nam Van Gogh deel aan de twee Nederlandse militaire expedities tegen het sultanaat Atjeh.
Verdere reizen volgden totdat hij in augustus 1874 naar Nederland terugkeerde. Hij werd in oktober van dat jaar benoemd tot ridder in de Militaire Wilhelmsorde, derde klasse. Later werd Van Gogh ook benoemd tot Ridder in de Orde van de Nederlandse Leeuw .